# Los 12 de Comisiones

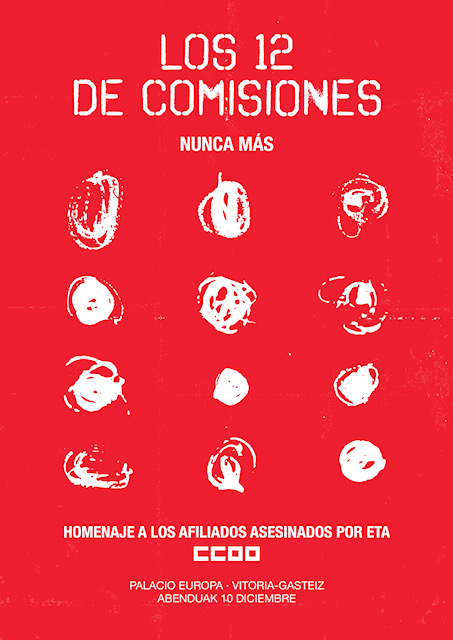
Imagen del cartel del acto de homenaje celebrado en Vitoria el 10 de diciembre de 2021

«Los 12 de Comisiones» es el nombre con que se conoce a los doce miembros del sindicato Comisiones Obreras asesinados por ETA. Estos miembros del sindicato, todos ellos hombres, fueron asesinados entre 1978 y 2001, en la mayoría de los casos por medio de atentados preparados y perpetrados contra la persona asesinada. El sindicato CCOO ofreció un acto de reconocimiento a estos doce miembros, el 10 de diciembre de 2021, en Vitoria, presidido por el secretario general del sindicato, Unai Sordo, bajo el lema de «Los 12 de Comisiones. Nunca más».

## Los doce miembros
Entre los doce miembros de CCOO asesinados por ETA figuran trabajadores de todo tipo, como policías municipales, panaderos, soldadores, periodistas, funcionarios de prisiones, cocineros, etc. 

### Antonio García Caballero

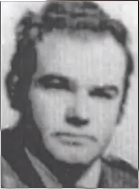
Antonio García

Era policía municipal de Tolosa, conductor de la grúa municipal. El 21 de junio de 1978 fue asesinado por el comando Ganboa de ETA. Al finalizar su trabajo, cuando iba hacia casa, tres miembros de ETA le dispararon al menos 14 veces y nueve balas le causaron la muerte inmediata. Dado que la Confederación Sindical de CCOO celebraba su primer congreso general en Madrid del 21 al 25 de junio, se guardó un minuto de silencio en su memoria.

### Francisco Medina Albala

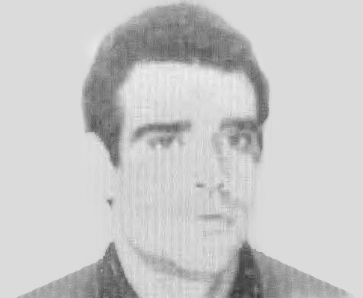
Francisco Medina

Era empleado de la construcción. La empresa lo envió a las obras de unas nuevas casas que se estaban construyendo para la Guardia Civil, en el barrio de Intxaurrondo de San Sebastián. El 22 de junio de 1999, a las 08:00 horas, cuando acudía en moto a su trabajo, tres personas que viajaban en un coche lo interceptaron  y dispararon contra él a la altura del número 44 de la calle Ametzagaina del barrio de Egia. Murió en el mismo lugar.

### Mario González Blasco

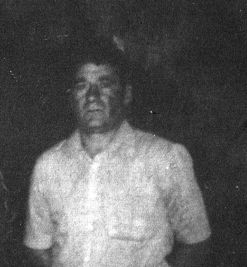
Mario González

Era soldador de oficio. El 2 de agosto de 1980, hacia las seis de la mañana, salió del trabajo en la mina Bodovalle. Una vez finalizado su turno, iba a casa con un compañero en coche hacia el Valle de Trápaga. Fueron detenidos por un grupo de encapuchados que, dejando a su compañero maniatado, secuestraron a Mario. A las 13:00, un vecino del barrio Aginaga de Eibar encontró el cadáver de Mario en el suelo.

### Pedro Conrado Martínez Castaños
Era vizcaíno, como su hermano Imanol e Iñaki Ibargutxi Erostarbe. Los tres trabajaban en Guipúzcoa, como vendedores a domicilio, vendiendo libros, discos y materiales para aprender euskera. Cuando se reunían en Tolosa, solían comer en el restaurante Beti Alai. El 24 de junio de 1981, sobre las 16:30 horas, tras haber comido, los tres vendedores partieron en busca del coche. Nada más subir a él, dos personas se acercaron con sendas metralletas, con las que dispararon diversas ráfagas contra las tres víctimas. Su hermano Imanol Martínez e Iñaki Ibargutxi murieron en el acto. Conrado, por su parte, pasó entre la vida y la muerte nueve largos meses en el hospital Arantzazu de San Sebastián,  donde falleció el 29 de marzo de 1982. Era miembro del Partido Comunista de Euskadi. Parece ser que los miembros del comando Goierri de ETA confundieron a los tres vendedores con policías. ETA negó durante mucho tiempo que el atentado fuese obra suya, hasta que así lo reconoció en el último número de la publicación Zutabe de la organización, en noviembre de 2018.

### Cándido Cuña González

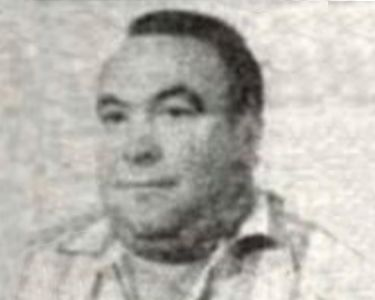
Cándido Cuña

Era panadero de profesión. Al salir de un bar de Renteria, de camino a casa, el 20 de octubre de 1983, a las 18:45, se acercaron dos encapuchados que le dispararon a quemarropa. Cándido yacía en el suelo cuando uno de los encapuchados volvió para dispararle de nuevo. Fue trasladado de urgencia al hospital la Cruz Roja, que no pudo sino certificar su muerte por dos heridas de bala en la cabeza. Cuatro años antes, en 1979, había recibido ocho disparos de otro comando de ETA, pero logró salir con vida. Como en otros muchos casos, al asumir el atentado, ETA lo acusó de ser «colaborador» de la policía, ya que había vendido pan al cuartel de Pasajes.

### Félix Peña Mazagatos

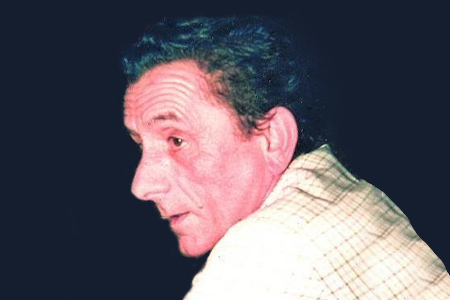
Félix Peña

Era trabajador naval en Portugalete. Se encontraba con una amiga en la casa del pueblo de Portugalete, el 25 de abril de 1987, cuando un grupo de jóvenes lanzó cócteles Molotov al interior del local. La ropa de Félix Peña prendió fuego de inmediato, por lo que sufrió serias quemaduras en la parte superior de su cuerpo. Tras diez días entre la vida y la muerte, falleció en el hospital de Cruces, el 5 de mayo. En el mismo ataque murió también la militante socialista María Teresa Torrano Francia. En abril de 2003, el Ayuntamiento de Portugalete organizó un acto en memoria de los dos fallecidos. En uno de los muros de la casa del pueblo de Portugalete hay una placa conmemorativa de los dos muertos en aquel atentado.

### Manuel Pérez Ortega

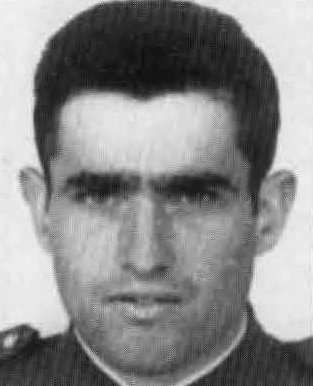
Manuel Pérez

Era funcionario de prisiones en la cárcel de Sevilla. La mañana del 28 de junio de 1991 llegó un paquete a nombre del director, Javier Romero Pastor. Llevaba en su interior una bomba que, al estallar, mató a cuatro personas: el propio Manuel, los presos Donato Calzado García y Jesús Sánchez Lozano, y a un familiar, Raimundo Pérez Crespo. Otras 30 personas fueron heridas. Tras el atentado, los presos comunes intentaron atacar a los seis miembros de ETA y a los dos presos del GRAPO allí encarcelados. Tuvieron que ser trasladados de urgencia a otras cárceles para evitar consecuencias mayores.

### Antonio José Martos Martínez

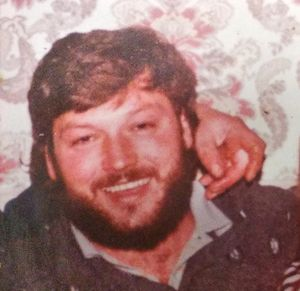
Antonio Martos

Trabajaba en la construcción. El 19 de marzo de 1992, a las 06:30 de la mañana, un miembro de ETA telefoneó al Real Automóvil Club de Cataluña, anunciando un auto cargado de explosivos en un lugar indeterminado de la autopista A-18, que debía explotar entre las 08:45 y las 09:00. El coche estaba escondido bajo un túnel en San Quirico de Tarrasa, Barcelona. Mientras la policía se afanaba en su búsqueda, Antonio José pasó al lado del coche, de camino al trabajo, cuando estalló a las 07:55 de la mañana. Murió en el acto. Era miembro del Partit dels Comunistes de Catalunya.

### José Luis López de Lacalle

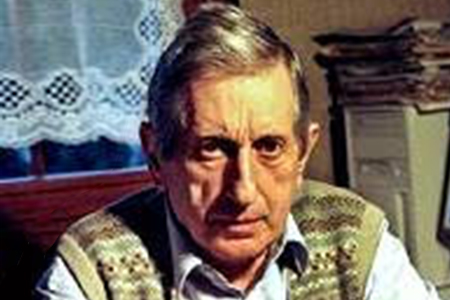
José Luis López de Lacalle

José Luis López de Lacalle era periodista en El Mundo. Tras comprar los periódicos del día y desayunar en una cafetería, como hacía a diario, de regreso a casa, en Andoáin, un miembro de ETA lo mató a tiros el 7 de mayo de 2000.

### Juan Mari Jauregi Apalategi

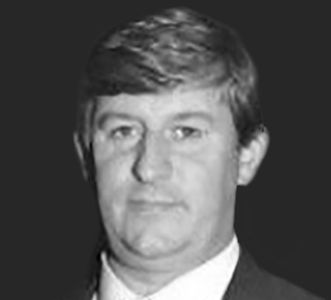
Juan Mari Jauregi

Juan Mari Jauregi fue gobernador civil de Guipúzcoa desde septiembre de 1994 hasta mayo de 1996. Cuando se produjo el atentado vivía en Chile, trabajando para una empresa con negocios en toda Sudamérica. El 29 de julio de 2000, cuando se hallaba en una cafetería de Tolosa, dos hombres del comando Buruntza de ETA se le acercaron y uno de ellos le disparó en la cabeza. Murió hora y media después.

### Máximo Casado Carrera

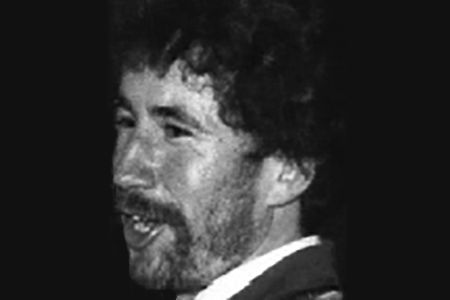
Máximo Casado

Era jefe de Servicios en la cárcel de Nanclares de la Oca, en Álava. El día 22 de octubre del año 2000, hacia las 08:00 horas, salió de casa para ir al trabajo. En el garaje de la casa, cuando accionó la llave para poner en marcha el motor del coche, estalló una bomba colocada por ETA en los bajos del vehículo. Murió en el acto. Previamente había recibido por carta amenazas de ETA. En su honor, en 2001, el ayuntamiento denominó en Vitoria «Jardines Máximo Casado» a un jardín de la ciudad.

### Ramón Díaz García

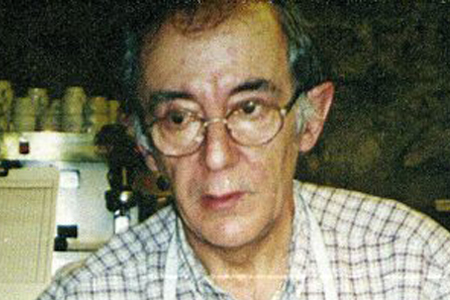
Ramón Díaz

Era cocinero en la Comandancia de Marina de San Sebastián. Vivía en el barrio de Loiola; tras salir de casa y, antes de ir al trabajo, se quedó en un bar tomando café. En cuanto puso en marcha su coche, explotó la bomba lapa que ETA había colocado en los bajos. Otros cuatro vecinos resultaron heridos. Era una persona muy popular en barrio, ya que estaba muy implicado en actividades deportivas.

## Acto de homenaje
CCOO organizó el 10 de diciembre de 2021, en el palacio de congresos Europa de Vitoria, un acto de reconocimiento y homenaje a los doce miembros asesinados por ETA, bajo el lema «Los 12 de comisiones. Nunca más».

### Programa
El acto estuvo presidido por el secretario general del sindicato, Unai Sordo, al que acompañaron, además de numerosos miembros del sindicato, Carmen Maeztu, consejera de Derechos Sociales del Gobierno de Navarra; José Antonio Rodríguez Ranz, viceconsejero de Derechos Humanos, Memoria y Cooperación del Gobierno Vasco; y Florencio Domínguez, director del Centro Memorial de las Víctimas del Terrorismo.
Tras las charlas institucionales, Juanra Unamuno y Felipe Juaristi ofrecieron una actuación musical. Tras  el visionado de un vídeo, Lourdes Pérez, subdirectora del Diario Vasco, mantuvo una entrevista con familiares de las víctimas.

### Palabras de Unai Sordo
En el acto, Unai Sordo destacó que era “una obligación moral y sindical” del sindicato rendir homenaje a la memoria de estos doce miembros, ya que “la bandera de la memoria y la deslegitimación de la violencia forman parte de CCOO desde sus inicios. Reivindicar la memoria es también mirar a un futuro en paz en el que nadie vuelva a justificar un asesinato». El sindicato entregó una carta a las familias de los doce miembros.